# Fujiwara no Tadabumi
Fujiwara no Tadabumi (藤原忠文?   873-16 de julio de 947) fue un cortesano japonés de la era Heian y cuarto general en recibir el título de shōgun.

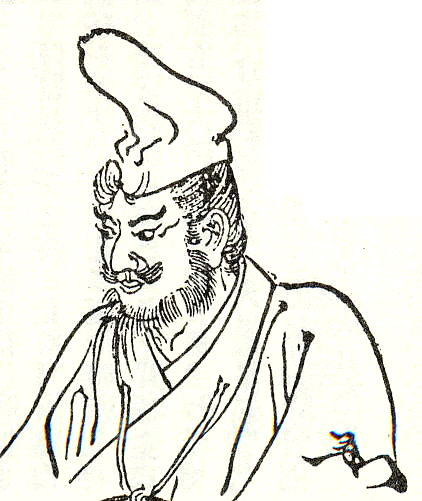
Fujiwara no Tadabumi.

En 939 fue nombrado sangi (consejero) y en 940 fue nombrado por el Emperador Suzaku como shōgun, con el fin de reprimir la rebelión de Taira no Masakado en la región oriental de Kantō. Posteriormente, en 941 fue enviado para desarticular la rebelión de Fujiwara no Sumitomo, en la región del Mar de Seto.
| Predecesor: Fun'ya no Watamaro | Shōgun 940 | Sucesor: Minamoto no Yoshinaka |

- Datos: Q2714781
- Multimedia: Fujiwara no Tadabumi / Q2714781